# 53256 Sinitiere
53256 Sinitiere este un asteroid din centura principală de asteroizi.

## Descriere
53256 Sinitiere este un asteroid din centura principală de asteroizi. A fost descoperit pe 16 martie 1999 la Bâton-Rouge de Walter R. Cooney, Jr. Asteroidul prezintă o orbită caracterizată de o semiaxă mare de cca. 2,57 ua, o excentricitate de cca. 0,19 și o înclinație de cca. 5,6° în raport cu ecliptica.